# Hipótese da simulação

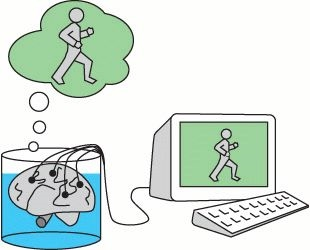
Ilustração do conceito de cérebro numa cuba

A Hipótese da Simulação (ou Argumento da Simulação, ou Simulismo) propõe que a realidade é uma simulação, e aqueles que nela vivem não são conscientes disso. O conceito é reminiscente do Gênio maligno de René Descartes, mas postula uma realidade simulada mais futurística. A mesma tecnologia fictícia está parcial ou totalmente presente nos filmes de ficção científica "Star Trek", "Dark City", "13º Andar", "Matrix", "O Show de Truman", "Preso na Escuridão", "Vanilla Sky", "O Vingador do Futuro", "Tron".

## Origem
Há um longo histórico filosófico e científico a respeito da tese de que a realidade é uma ilusão. Essa hipótese cética sustenta o dualismo mente-corpo de Descartes e é relacionada ao fenomenalismo, uma posição brevemente adotada por Bertrand Russell. De forma geral, se tornou um tema importante na ficção científica e recentemente, sério assunto de estudo na futurologia, em particular, para o transumanismo, no trabalho de Nick Bostrom. A hipótese da simulação é assunto de sério debate acadêmico no campo do transumanismo.
Na sua forma atual, o argumento da simulação surgiu em 2003 com a publicação de um periódico por Nick Bostrom. Nick sustenta que o argumento vai além do ceticismo, alegando que "...nós temos razões empíricas interessantes para acreditar que uma certa afirmação disjuntiva sobre o mundo é verdadeira", uma das preposições disjuntivas sendo a de que estamos quase certamente vivendo em uma simulação. Tomando essa posição, poderia-se encarar a hipótese da simulação como um mundo possível. Nick e outros escritores e famosos como Elon Musk postulam que existem razões empíricas para sustentar a validade da hipótese. Na teologia, é relacionada à hipótese de Omphalos. O trilema de Nick é formulado em lógica temporal da seguinte forma:
"Uma civilização "pós-humana" tecnologicamente madura teria enorme poder de computação. Baseado nesse fato empírico, o argumento da simulação mostra que ao menos uma das seguintes proposições é verdadeira:
1. A fração de civilizações de nível humano que alcançam um estágio pós-humano é bem próxima de zero;
2. A fração de civilizações pós-humanas que estão interessadas em executar simulações ancestrais é bem próxima de zero;
3. A fração de todas as pessoas com nosso tipo de experiências que estão vivendo em uma simulação é bem próxima de um.

Se (1) é verdadeira, então iremos quase certamente ser extintos antes de alcançar a pós-humanidade. Se (2) é verdadeira, então deve haver uma forte convergência pelos cursos de civilizações avançadas, de forma que virtualmente nenhuma contenha indivíduos relativamente ricos que desejam executar simulações ancestrais e têm a liberdade de o fazer. Se (3) é verdadeira, então nós quase certamente vivemos em uma simulação. Na escura floresta de nossa atual ignorância, parece razoável dividir a crença igualmente entre (1), (2) e (3)."
A não ser que estejamos vivendo agora em uma simulação, nossos descendentes quase certamente nunca executarão simulações ancestrais."
David J. Chalmers concorda, em "The Matrix as Metaphysics" (A Matrix como Metafísica), que essa não é uma hipótese cética, mas sim uma hipótese metafísica. David continua identificando três hipóteses separadas que, quando combinadas, dão surgimento ao que ele chama de "Matrix Hypothesis" (Hipótese da Matrix); a ideia de que a realidade é uma simulação de computador:
- a Hipótese da Criação, "o espaço-tempo físico e seu conteúdo foram criados por seres fora do espaço-tempo físico";[7]
- a Hipótese Computacional, "processos microfísicos no espaço-tempo são constituídos por processos computacionais subjacentes";[7]
- a Hipótese da Mente-Corpo, "a mente é constituída por processos de fora do espaço-tempo físico e recebe e envia seus sinais de entrada de percepção e sinais de saída para processos no espaço-tempo físico".[7]

O termo "simulismo" parece ter sido cunhado por Ivo Jansch em setembro de 2006. Seus websites solicitam contribuições, dissertações, comentários e discussões.

## Diferentes visões

### Precedentes chineses

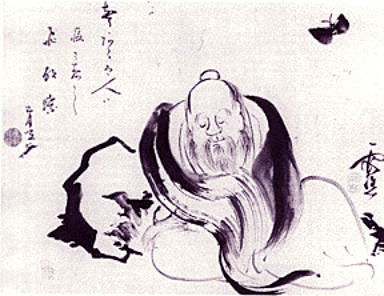
Zhuangzi sonhando com uma borboleta, do pintor japonês do século XVIII Ike no Taiga.

As origens do ceticismo podem ser traçadas por volta do século IV a.C., na obra do mestre Taoista Zhuangzi, é dito que depois de caminhar muito durante um dia ensolarado, deitou-se debaixo de uma amoreira e caiu num sono profundo. Começou a sonhar ser uma borboleta, passeando pelos campos que acabara de percorrer, vendo as mesmas coisas que vira durante aquele dia. Acordou de repente, e disse para si mesmo:
“Estou diante do problema filosófico mais complicado da minha vida. Quem sou eu? Sou um homem que sonhou que era uma borboleta? Ou sou uma borboleta sonhando que se transformou em um homem?”
Zhuangzi juntamente com outras filosofias Taoistas mais tarde foi levado a Índia e contribuiu com o pensamento monista hindu Advaita Vedânta, e também foi uma das inspirações do filme Matrix, maior expoente da Hipótese da Simulação na cultura pop.

### Filosofia grega e mediterrânea oriental

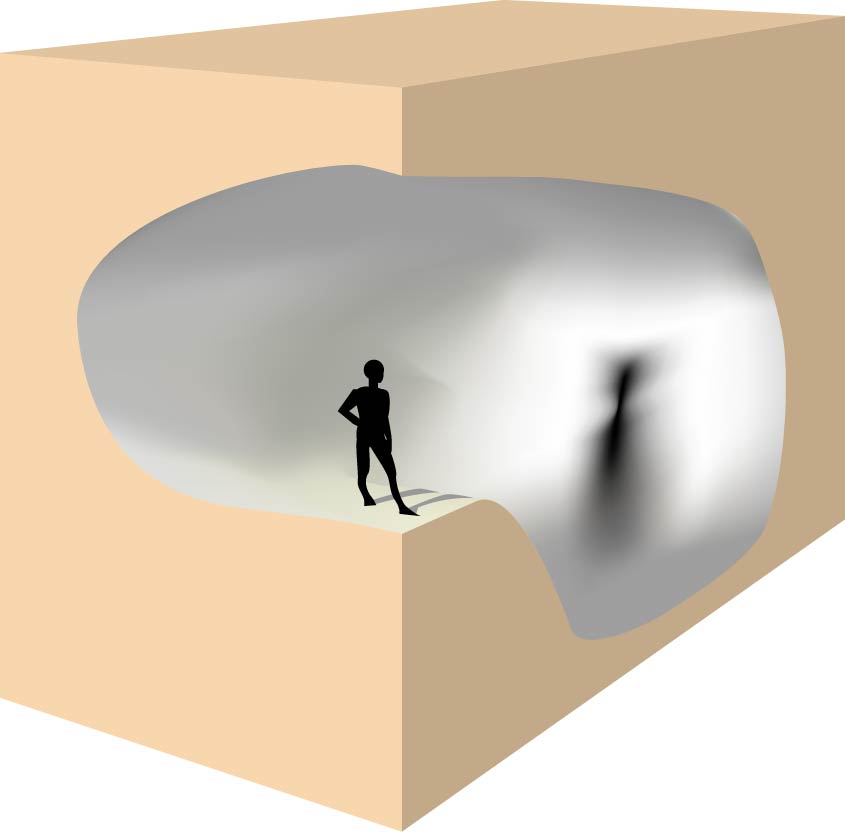
Caverna de Platão

Na obra escrita em língua grega O Caminho da Verdade atribuída a Parmênides, na qual ele argumenta que a percepção diária da realidade do mundo físico é errônea, e que a realidade do mundo é um todo imutante, não-gerado e indestrutível. Zenão de Eleia postulou três paradoxos a respeito da natureza do movimento do questionamento da realidade que observamos ao nosso redor. No último trabalho, Paradoxo da Flecha Imóvel, ele sugere:
Se tudo, enquanto ocupa um mesmo espaço, está em repouso, e se aquilo que está em movimento está sempre ocupando algum espaço em algum momento, a flecha voadora é, logo, imóvel.
Tomar tais paradoxos juntamente parece suportar a doutrina de Parmênides de que "tudo é um" (all is one) e de que, ao contrário da evidência de nossos sentidos, o movimento não é nada além de uma ilusão. Os desafios apresentados pelos paradoxos podem ser enfrentados com o uso do cálculo; entretanto, até recentemente, nos anos 50, variantes destes paradoxos ainda causavam confusão. (veja, por exemplo, a Lâmpada de Thomsom, um paradoxo proposto por J.F.Thomson.)

Platão, no sétimo livro de A República, descreve a Alegoria da caverna, na qual um prisioneiro é acorrentado à uma parede, em uma caverna iluminada por uma fogueira, e pode ver apenas vagas sombras na parede, causadas pelos movimentos ao redor da fogueira. A mente do prisioneiro interpreta tais sombras, atribuindo forma e estrutura, e isso é o que o prisioneiro encara como sendo a realidade. Quando o prisioneiro é libertado da caverna, ele começa a entender que as sombras na parede não eram "realidade", e vê que foi iludido. Ao lado de fora, no mundo real, o prisioneiro é inicialmente cegado pela luz solar, mas então percebe que os objetos são iluminados pelo sol, assim como as sombras eram projetadas pelo fogo na caverna, e o que ele pensava ser realidade era meramente uma imitação do mundo real. A metáfora do sol é, assim, entendida como iluminação intelectual. Os estágios de compreensão do prisioneiro correlacionam-se com a chamada linha dividida, que é dividida entre os mundos visíveis e inteligíveis, sendo o Sol o divisor. Na caverna, ele está na realidade visível, sem receber luz solar, e ao lado de fora, ele está na realidade inteligível.

### Na filosofia hindu e budista
No Advaita Vedânta, um braço da filosofia hindu, a "realidade" que nossa consciência percebe no dia-a-dia é resultado da ilusão Maya, uma força ilusória complexa, distinguindo-se da verdadeira natureza do Brahman, a real, ser único e espírito cósmico. A Maya tem duas principais funções: uma é a de "esconder" o Brahman das mentes humanas, a outra é a de apresentar o mundo material em sua forma. Acredita-se que Maya seja um estado temporário que é destruído com "conhecimento verdadeiro", removendo o véu ilusório e descobrindo o Brahman. O conceito de Maya é expandido nas escrituras hindu, Upanixades, por exemplo em Bagavadguitá, 7.14.
Um conceito relacionado, o Bodhi, é encontrado no budismo. Bodhi é a experiência do despertar, alcançada por Siddhartha Gautama, a percepção da verdadeira natureza do universo. Depois de alcançada, acredita-se que a pessoa é libertada do ciclo do Samsara, o ciclo de nascimento, sofrimento, morte e renascimento até alcançar o nirvana. O Nirvana Sutra ensina:

"São oito os atributos do Nirvana. Quais são estes oito? Cessação (nirodha), Integridade / Amabilidade (shubha), Verdade (satya), Realidade (bhuta) / (tattva), Eternidade (nitya), Êxtase (sukha), Eu Próprio (atman) e Pureza (parishuddhi): isso é Nirvana." 

### Descartes

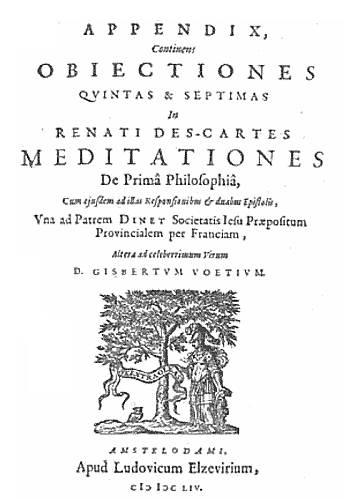
Meditações de Descartés

Descartes (1596–1650) é um dos primeiros pensadores "modernos" a tentar prover uma estrutura filosófica da mente e do mundo que percebemos ao nosso redor, procurando por conjuntos de verdades fundamentais. Em seus escritos, Descartes usa uma versão do ceticismo metodológico, sendo o primeiro preceito descrito por ele:  "nunca aceitar nada como verdade sem que eu não tenha claramente conhecido como tal"

Em seu trabalho, Meditações sobre Filosofia Primeira, ele escreve que pode apenas ter certeza de uma coisa: o pensar existe - cogito ergo sum - , normalmente traduzido como "penso, logo existo". Uma das ideias fundamentais exploradas por Descartes é a do dualismo mente-corpo, que incide na natureza da realidade como a percebemos, e trata do relacionamento que existe entre processos mentais e estados corporais. Descartes refletiu se sua percepção de corpo seria o resultado de um sonho, ou uma ilusão criada por um demônio maligno. Ele reflete: "a mente é uma substância distinta do corpo, uma substância cuja essência é pensamento." Deste ponto, Descartes argumenta: 
"Eu tenho uma clara e distinta ideia de mim mesmo como um pensador, uma coisa não-estendida, e uma clara e distinta ideia de um corpo como uma coisa estendida e não-pensante. Qualquer coisa que eu possa criar clara e distintamente, tal pode Deus." 
Descartes conclui que a mente, uma coisa pensante, pode e existe separada do seu corpo estendido. Este relacionamento da mente e do corpo é um dos problemas centrais na filosofia da mente.
Críticos posteriores responderam à "prova" de Descartes do mundo exterior com o experimento mental do cérebro numa cuba, sugerindo que o cérebro de Descartes poderia estar conectado a uma máquina que simulasse todas as percepções. Entretanto, a cuba e a máquina existem num mundo exterior, então uma forma de mundo exterior é simplesmente substituída por outra.